# 环清桥
环清桥又名宋村桥，是一座石拱桥，位于江西省上饶市婺源县（旧属安徽省徽州府）浙源乡岭脚村，跨浙水，是徽饶古驿道的一部分。拱券上方有“环清”、“汇秀”字样。
宋村桥作为婺源徽饶驿道浙岭段的子项目，已列为江西省文物保护单位。。